# آثار السيارة على المجتمعات

خريطة العالم لمعدلات المركبات حسب تعداد وسائل النقل لكل 1000 نسمة.

تعاظم دور السيارة منذ بداية القرن العشرين رغم أنه كان مثيرا للجدل. حيث أصبحت تستخدم في جميع أنحاء العالم وأصبحت وسيلة النقل الأكثر شعبية في البلدان الأكثر تقدماً. أما في البلدان النامية، فقد لا تكون تأثيرات السيارة على المجتمع ظاهرة للعيان، لكن تأثيرها يبقى ظاهرا. وقد اعتمد تطور السيارة على قطاع النقل في البادية الذي بدأ بالسكك الحديدية. وقد أدى هذا إلى تغييرات جذرية في أنماط العمل والعلاقات الاجتماعية والبنية التحتية وتوزيع السلع
ومع ذلك، فإن الآثار الإيجابية على الوصول إلى الأماكن النائية وراحة التنقل التي توفرها السيارات، والسماح للناس بتقليل المسافات الاجتماعية والاقتصادية جغرافيا، فإن الآثار السلبية للسيارة على الحياة اليومية ليست ضئيلة. فعلى الرغم من أن إدخال السيارة ذات الإنتاج الضخم يمثل ثورة في الصناعة والراحة،   مما خلق الطلب على الوظائف وعائدات الضرائب، فإن معدلات القيادة العالية تسببت أيضًا في نتائج وخيمة على المجتمع والبيئة. وتشمل الآثار السلبية الحديثة لاستخدام المركبات الثقيلة استخدام الوقود غير المتجدد، والزيادة الكبيرة في معدل الوفيات العرضية، وانفصال المجتمع المحلي،   انخفاض الاقتصاد المحلي،  وارتفاع معدلات السمنة وأمراض القلب والأوعية الدموية، وانبعاث تلوث الهواء والضوضاء، وانبعاث الغازات الدفيئة، وتسريع الزحف العمراني وحركة المرور، وفصل المشاة ووسائل النقل النشطة الأخرى، وانخفاض في شبكة السكك الحديدية، واضمحلال المناطق الحضرية والتكلفة العالية لكل وحدة مسافة التي يعتمد عليها نموذج السيارة. 

## التاريخ

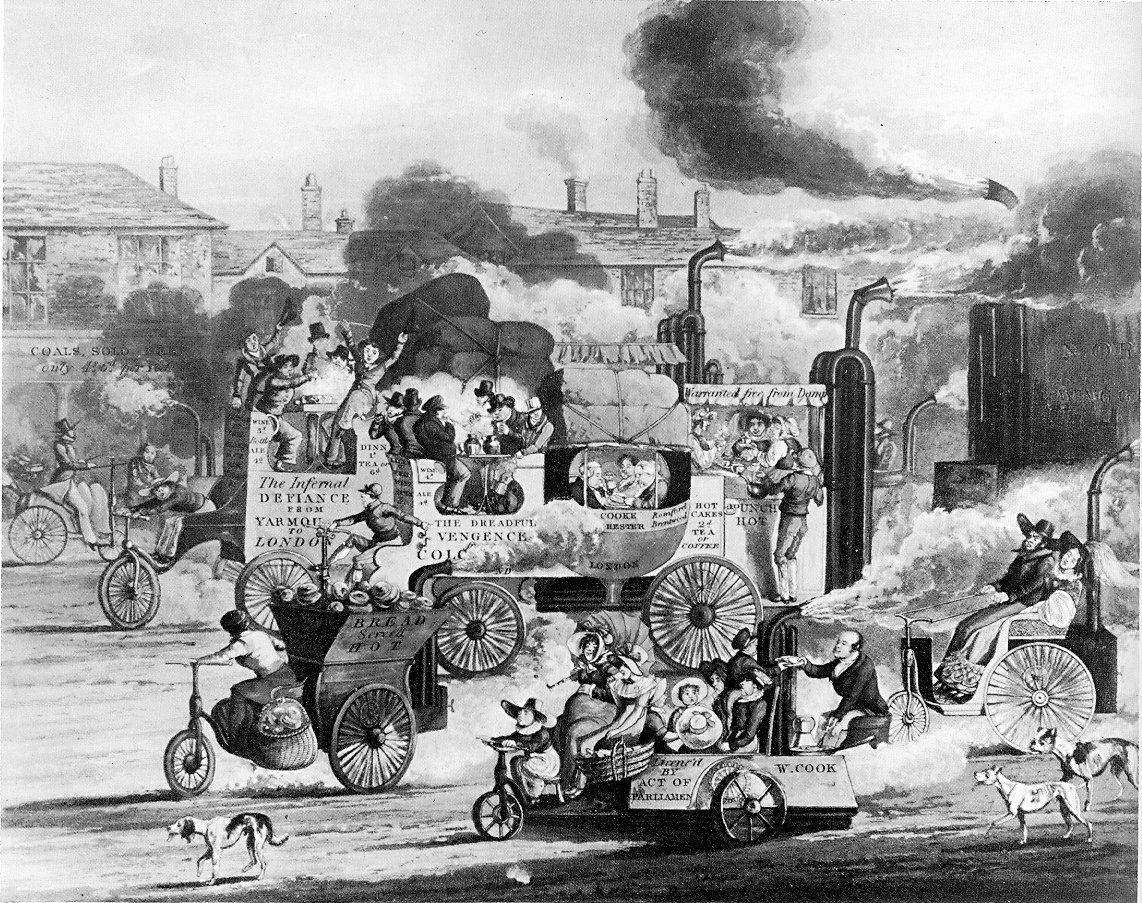
رسم كرتوني ينذر بمشاكل الطرقات في المستقبل.

بدأ إنتاج في أوائل القرن العشرين بشكل سريع. حيث أنتجت الولايات المتحدة 45000 سيارة في عام 1907، ولكن بعد 28 عامًا، في عام 1935، زاد هذا بمقدار 90 ضعفًا ليصل إلى 3,971,000. وأصبحت هذه الزيادة في الإنتاج في حاجة إلى قوة عاملة كبيرة جديدة. ة في عام 1913، كان هناك 13,623 شخصًا يعملون لصالح شركة فورد موتور، ولكن بحلول عام 1915 زاد هذا العدد إلى 18,028 شخصًا.   وذكر برادفورد ديلونغ، مؤلف كتاب "The Roaring Twenties" أن «عددا كبيرا من الناس اصطفوا خارج مصنع فورد من أجل الحصول على فرص عمل على ما يبدو لهم (ولأولئك الذين لم يمانعوا في سرعة خط التجميع كثيرًا) لا تصدق. . و» كانت هناك زيادة كبيرة في الحاجة إلى العمال في شركات التكنولوجيا الفائقة والجديدة مثل فورد. مما ساهم في زيادة العمالة إلى حد كبير.
ورغم ذلك، فعندما وصل عصر السيارات إلى الدول الغربية في بداية القرن العشرين، عارض العديد من المثقفين المحافظين الزيادة في عدد السيارات على الطرق. حيث أدت هذه الزيادات إلى إزالة مساحة للمشاة، وتسببت في زيادة مهولة في عدد وفيات المشاة الناجمة عن حوادث السير.
وكتب دبليو إس جيلبرت، وهو كاتب بريطاني مشهور، إلى التايمز في 3 يونيو/حزيران 1903:
«سيدي، - أنا مسرور بالاقتراح الذي قدمه مراسلكم المفعم بالحيوية السير رالف باين-غالوي بأن جميع المشاة سيكونون مفوضين قانونياً بإطلاق النار (حجم الطلقة التي يجب تحديدها إنسانيًا للرقم 8 أو رقم 9) على جميع سائقي السيارات الذين قد يبدو لهم أنهم يقودن إلى خطر معروف. ولن يوفر هذا الحل عقوبة سريعة وفعالة لسائقي السيارات المخطئين فقط، بل سيوفر أيضًا لسكان الطرق السريعة الشعبية زيادة مريحة في الدخل. حيث أن» إطلاق النار من بندقية واحدة«من شأنه أن يروق بشدة الغرائز الرياضية للبريطاني الحقيقي، وسيوفر تعويضًا كبيرًا لأصحاب العقارات المؤهلة على جانب الطريق عن الإزعاج الذي لا يطاق الذي يسببه أعداء البشرية.»
وبعد عشر سنوات، كتب ألفريد غودلي احتجاجًا أكثر تفصيلًا، "The Motor Bus"، وهي قصيدة جمعت بذكاء درسًا في قواعد اللغة اللاتينية مع تعبير عن كره السيارات المبتكرة.

## اتاحة الوصول والراحة
وفرت السيارة في جميع أنحاء العالم سهولة الوصول إلى الأماكن النائية. ومع ذلك، فقد زاد متوسط أوقات الرحلات إلى الأماكن التي يتم زيارتها بانتظام في المدن الكبيرة، نتيجة لتبني السيارات على نطاق واسع والتوسع العمراني، وكذلك إيقاف تشغيل أنظمة القطارات. ويرجع ذلك إلى ازدحام حركة المرور وزيادة المسافات بين المنزل والعمل الناتج عن التوسع الحضري.
ونجد من بين أمثلة مشكلات الوصول إلى السيارات في البلدان السائرة في طريق النمو، تعبيد الطريق السريع الفيدرالي المكسيكي رقم 1 عبر باخا كاليفورنيا، مما ساعد في وصل كابو سان لوكاس بكاليفورنيا. وفي مدغشقر، مثال آخر، حيث أن حوالي 30 ٪ من السكان لا يستطيعون الوصول إلى طرق معبدة في جميع الأحوال الجوية  وفي الصين، 184 بلدة و 54000 قرية ليس لديهم طريق سريع (أو طرق على الإطلاق).
بعض التطورات في تجارة التجزئة ترجع جزئياً إلى استخدام السيارات، مثل شراء الوجبات السريعة والتسوق من محطة البنزين.

## التغيرات الاقتصادية

### عادات العمل والاستهلاك
ساهم تطوير السيارة في إحداث تغييرات في توزيع الوظائف وأنماط التسوق والمواصلات الاجتماعية وأولويات التصنيع وتخطيط المدن. حيث أدى الاستخدام المتزايد للسيارات إلى تقليل أدوار المشي والخيول والسكك الحديدية.
بالإضافة إلى الأموال المخصصة لبناء الطرق، تم تشجيع استخدام السيارات أيضًا في العديد من الأماكن من خلال قوانين تقسيم المناطق الجديدة التي سمحت لأي أعمال تجارية جديدة بإنشاء قدر معين من مواقف السيارات استنادًا إلى حجم ونوع المنشأة. كان التأثير هو إنشاء العديد من أماكن وقوف السيارات المجانية وأماكن العمل بعيداً عن الطريق. بشكل إجمالي، أدى هذا إلى انخفاض عدد المستوطنات وجعل أسلوب الحياة غير المهمّل غير تفاعلي بشكل متزايد.
العديد من مراكز التسوق الجديدة والضواحي لم تقم بتثبيت الأرصفة،  مما يجعل وصول المشاة خطيرًا. كان لهذا تأثير على تشجيع الناس على القيادة، حتى في الرحلات القصيرة التي كان يمكن السير فيها، مما أدى إلى زيادة الاعتماد على السيارات الأمريكية وترسيخها. ونتيجة لهذا التغيير، أصبحت فرص العمل للأشخاص الذين لم يكونوا أغنياء بما يكفي لامتلاك سيارة وللأشخاص الذين لم يتمكنوا من القيادة، بسبب العمر أو الإعاقة الجسدية، محدودة للغاية.

### النمو الاقتصادي
في البلدان التي بها شركات كبرى لصناعة السيارات، مثل الولايات المتحدة الأمريكية أو ألمانيا، قد تكون درجة معينة من الاعتماد على السيارات إيجابية بالنسبة للاقتصاد على مستوى الاقتصاد الكلي، حيث إنها تتطلب إنتاج السيارات، مما يؤدي أيضًا إلى طلب الوظائف وإيرادات الضرائب. كانت هذه الظروف الاقتصادية صالحة بشكل خاص خلال العشرينات من القرن الماضي عندما كان عدد السيارات، في جميع أنحاء العالم، لديه زيادة سنوية كبيرة في المتوسط، ولكن أيضًا خلال التوسع الاقتصادي بعد الحرب العالمية الثانية. على الرغم من الآثار المتزايدة التي توفرها السيارات على اقتصاد بعض البلدان، يتعين على العديد من البلدان الأخرى التي تعتمد على السيارات، والمحرومة من صناعة السيارات والموارد النفطية، تخصيص أصول اقتصادية كبيرة، لتلبية سياساتها المتعلقة بالتنقل، مما يؤثر على ميزانها التجاري. هذا الموقف صحيح على نطاق واسع في غالبية الدول الأوروبية، لأنه، وبغض النظر عن بعض الاستثناءات القليلة مثل النرويج، تعتمد أوروبا إلى حد كبير على وارداتها من الوقود الأحفوري. علاوة على ذلك، هناك عدد قليل من الدول الأوروبية، مثل ألمانيا أو فرنسا، لديها شركات تصنيع سيارات منتجة بما يكفي لتلبية الطلب الداخلي على السيارات في بلادهم. كل هذه العوامل المرتبطة بارتفاع معدلات الحركة، تؤثر بالتالي على النمو الاقتصادي في غالبية الدول الأوروبية.  تعتمد معظم الدول الإفريقية أيضًا على السيارات المستوردة، والتي عادةً ما تكون مستعملة من الدول الغربية، وبعض هذه المركبات في حالة سيئة للغاية. أخيرًا، حتى الدول التي لديها موارد نفطية يمكن حرمانها من المصافي، مثل نيجيريا التي يتعين عليها استيراد الوقود رغم أنها منتج رئيسي للنفط.